# مالين اولسون
مالين اولسون (بالسويدية: Malin Olsson)‏ هي متسابقة ملكة الجمال وعارضة ومغنية سويدية، ولدت في 19 مارس 1982 في Orsa, Sweden ‏ في السويد.